# Gronaulax sambalunuensis
Gronaulax sambalunuensis är en stekelart som först beskrevs av Cameron och Embrik Strand 1912.  Gronaulax sambalunuensis ingår i släktet Gronaulax och familjen bracksteklar. Inga underarter finns listade i Catalogue of Life.